# Scuola di polizia (serie televisiva)
Scuola di polizia (Police Academy: The Series) è uno spin-off televisivo statunitense-canadese della serie cinematografica Scuola di polizia. L'unico personaggio ancora presente in questa serie è il rumorista Larvell Jones anche se gli attori Bubba Smith, David Graf, Leslie Easterbrook, George Gaynes, e Art Metrano hanno fatto brevi apparizioni. Dopo la prima trasmissione italiana e in replica su Happy Channel, non è più stato replicato, perché la serie di telefilm non ebbe molto successo.

## Episodi
1. "Police Academy"
2. "Two Men and a Baby"
3. "Put Down That Nose"
4. "No Sweat, Sweet"
5. "I Ain't Nothin' But a Hound"
6. "Dead Man Talking"
7. "Mummy Dearest"
8. "All at Sea"
9. "Les Is More"
10. "If I Were a Rich Cop"
11. "Shopping With The Enemy"
12. "Luke... Warm"
13. "The Truth Ain't What It Used to Be"
14. "Hoop Nightmares"
15. "Lend Me Your Ears"
16. "Dr. Hightower"
17. "Bring Me the Turtle of Commandant Hefilfinger"
18. "Karate Cops"
19. "A Horse of Course"
20. "Mr. I.Q."
21. "Got Insurance?"
22. "Team Tack"
23. "Angel on My Back"
24. "Cadet of the Year"
25. "Lend Me Your Neck"
26. "Rich No More"